# S.H.E

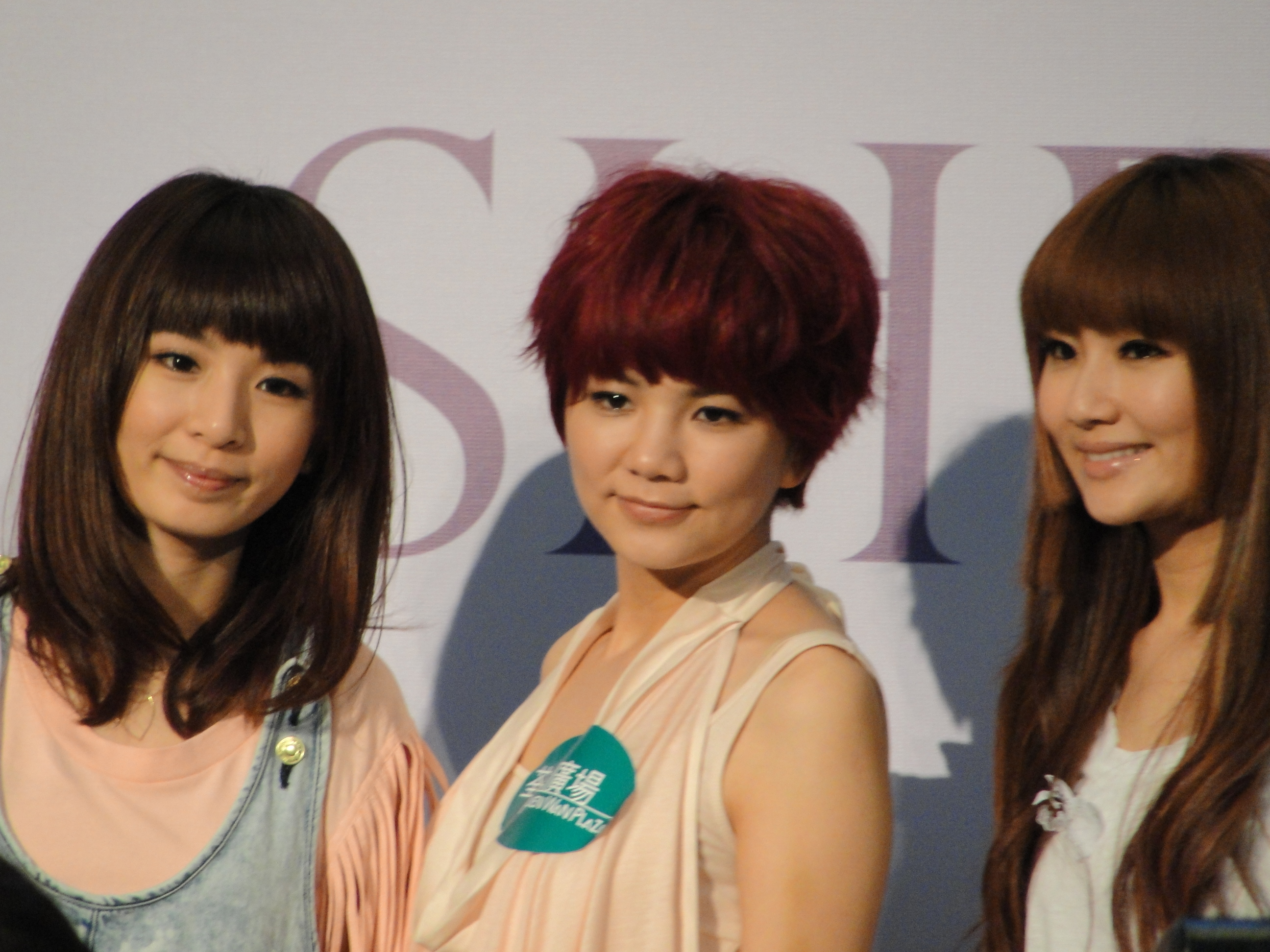
S.H.E

S.H.E és un grup de música pop taiwanès. Està format per Selina Jen, Hebe Tien i Ella Chen el 2001. HIM International Music en va dur la gestió fins al 2019, quan van decidir tenir la seva pròpia empresa de gestió.
Des que va publicar el seu àlbum de debut Girls' Dorm (2001), SHE ha gravat 13 àlbums amb vendes que sumen més de 10 milions, i ha establert rècords d'entrades en cadascuna de les seves dues gires de concerts. Considerat com el grup de Mandopop més reeixit i llarg, SHE també ha actuat en set sèries de televisió, ha presentat dos espectacles de varietats i ha contribuït amb deu cançons a sis bandes sonores de pel·lícules.